# Mohamed Zemzemi
Mohamed Zemzemi (arabe : محمد الزمزمي), né le 3 juillet 1991, est un athlète handisport tunisien, actif principalement dans la catégorie F51.

## Carrière
Il participe aux Jeux paralympiques d'été de 2012 à Londres, où il remporte une médaille de bronze au lancer du disque F51/52/53 et termine sixième au lancer de massue F31/32/51.
Lors des championnats du monde d'athlétisme handisport 2013 à Lyon, il remporte une médaille d'argent au lancer du disque F51/52/53 et termine sixième au lancer de massue F31/32/51.